# Der Fuchs
Der Fuchs is een Duits-Oostenrijkse dramafilm uit 2022 onder de regie van Adrian Goiginger. De film vertelt het verhaal van de vriendschap tussen de Oostenrijkse soldaat Franz Streitberger en een vossenwelp tijdens de Tweede Wereldoorlog. De film ging in november 2022 in première op het Tallinn Black Nights Film Festival.

## Verhaal
Het verhaal begint in 1927 bij de arme familie Streitberger in de Oostenrijkse regio Pinzgau. Omwille van zijn zwakke gezondheid wordt de jonge Franz verkocht aan een welgestelde herenboer. Hij en zijn vader Josef zijn er allebei kapot van, maar anders zou hij de volgende winter waarschijnlijk niet overleefd hebben. Bovendien zal Franz bij de boer leren lezen en schrijven: net als de rest van zijn familie is hij analfabeet.
Tien jaar later sluit de inmiddels volwassen Franz zich aan bij het leger. Als soldaat maakt hij van dichtbij de Anschluss mee. Hij is nogal introvert en komt niet goed overeen met zijn medesoldaten. Na een confrontatie met hen loopt Franz gefrustreerd het bos in. Daar treft hij een klein vossenwelpje aan dat zit te treuren bij het lichaam van zijn moeder. Franz ziet dat het diertje gewond is aan zijn pootje en neemt het mee naar het kampement om het te verzorgen. Niet veel later krijgt hij het bevel om samen met de rest van de gemotoriseerde brigade door Frankrijk te reizen. Hij verbergt het vosje in het zijspan van zijn motor en neemt het mee op zijn missie.
Na de val van Frankrijk krijgen de soldaten enkele dagen vrij. Franz schrijft een brief aan zijn vader om over de overwinning te vertellen, maar besluit hem niet te versturen. Tijdens een wandeling met zijn vos komt Franz op het erf van de Franse Marie terecht. Die probeert de vos neer te schieten om haar kippen te beschermen, maar mist, waarna Franz woedend haar geweer afneemt en wegloopt. 's Anderendaags brengt hij het geweer bij haar terug en proberen ze te communiceren, ondanks de taalbarrière. De twee groeien naar elkaar toe, maar een echte romance komt er niet uit voort. Marie probeert Franz ervan te overtuigen zijn vos los te laten in het bos, waar hij thuishoort, maar Franz doet of hij het niet begrijpt. Ook stelt ze voor de brief naar zijn vader te versturen, maar dat weigert Franz. Nadat hij door zijn medesoldaten wordt opgespoord, wordt hij voor tien dagen opgesloten op verdenking van desertie. Na zijn straf keert hij terug naar Marie, die in de tussentijd op de vos lette. Wanneer Franz echter ontdekt dat Marie de brief naar zijn vader toch verstuurd heeft, wordt hij woedend en vertrekt hij.
Een jaar later zijn Franz en zijn vos, die intussen groot geworden is, nog steeds samen. Van de bevelhebber krijgt hij te horen dat hij overgeplaatst zal worden naar het oostfront om de Sovjet-Unie binnen te vallen. Franz weet dat de vos intussen te groot is om nog subtiel mee te nemen en vreest dat het dier de koude winter ginds niet zou overleven, zoals hijzelf als kind. Hij beslist het de vos achter te laten in het bos en loopt terug naar de soldaten. Vanuit de legervrachtwagen ziet hij de vos achter hen aan lopen en hij probeert uit de wagen te springen, wat de anderen verhinderen. Na honderden meters achtervolgen geeft de vos uiteindelijk op.
Vijf jaar later is de oorlog voorbij en keert Franz terug naar de boerderij van zijn ouders, die er verlaten bij ligt. Er is niemand aanwezig en Franz vindt het overlijdenskaartje van zijn vader. Daarnaast treft hij een boek om te leren schrijven en verschillende doorkruiste briefontwerpen aan. Franz realiseert zich dat zijn vader de door Marie verstuurde brief had aangekregen en wilde beantwoorden, maar overleed voordat hij dat kon doen.

## Trivia
- Regisseur Goiginger baseerde het verhaal op de ervaringen van zijn grootvader, die tijdens de Tweede Wereldoorlog daadwerkelijk een vos verzorgde en meenam op zijn missie.[1]
- Tijdens het filmen werden vijf verschillende vossen gebruikt.[2]
- Hoofdrolspelers Morzé en Markovics leerden het Pinzgaus dialect spreken voor de film.